# Jezioro Radęcińskie
Jezioro Radęcińskie – jezioro  na Równinie Drawskiej, w powiecie strzelecko-drezdeneckim, w gminie Dobiegniew.
Jezioro położone wśród lasów, przylegające od południa do miejscowości Lipinka oraz do położonego nieco dalej na wschód Radęcina. Jezioro posiada bardzo urozmaiconą linię brzegową charakteryzującą się licznymi przewężeniami i zatokami. Według danych w Wojewódzkiego Inspektoratu Ochrony Środowiska wody jeziora charakteryzują się II klasą czystości, przy czym na przestrzeni lat jakość wody w akwenie ulega stałej poprawie.

## Hydronimia
Do 1945 roku jezioro nazywane było Regenthiner See. 29 listopada 1955 roku wprowadzono nazwę Radęcińskie Jezioro. Obecnie państwowy rejestr nazw geograficznych jako nazwę główną jeziora również podaje Radęcińskie Jezioro, jednocześnie wymienia nazwy oboczne: Jezioro Radęcińskie i Radęcino. Według spisu opracowanego przez Komisję Nazw Miejscowości i Obiektów Fizjograficznych (KNMiOF) nazwa tego jeziora to Jezioro Radęcińskie.